# Romeins theater van Aspendos

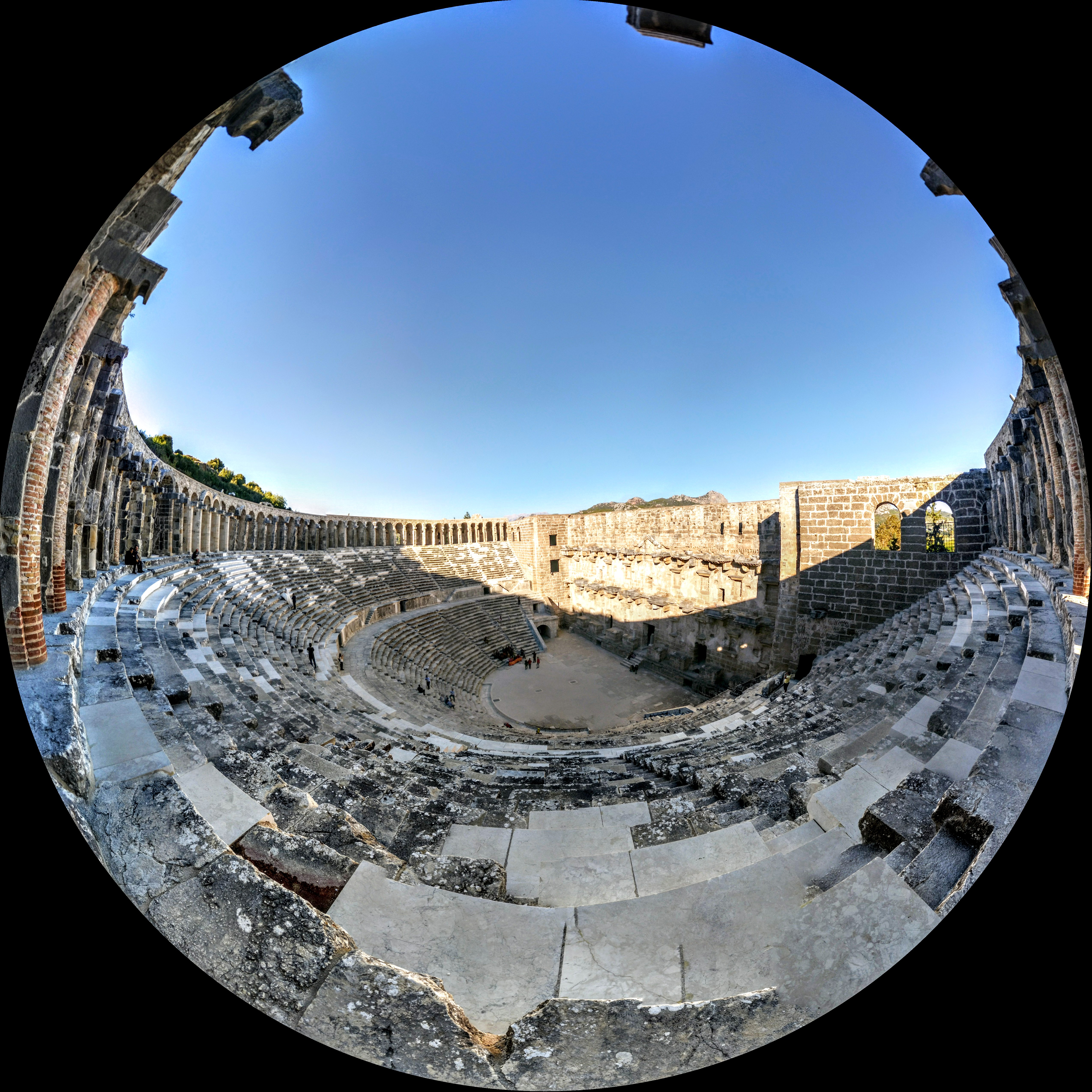

Het Romeins theater van Aspendos is een Romeins theater in de antieke stad Aspendos in Turkije. Het werd gebouwd in de 2e eeuw en is een van de best bewaard gebleven antieke theaters van de Grieks-Romeinse wereld.
Het theater werd gebouwd tijdens de regering van Marcus Aurelius (161-180). Een inscriptie vermeld de broers Curtius Crispinus en Curtius Auspicatus als opdrachtgever en Zenon als architect. De cavea is deels tegen de helling van de heuvel gebouwd, die voor een natuurlijke fundering zorgt. De rest van de tribune steunt op stenen arcaden. De cavea telt 41 rijen met banken en bood zo plaats aan 12.000 toeschouwers. De podiummuur is volledig intact gebleven, alleen het oorspronkelijke acht meter diepe houten plafond is verdwenen. Rondom het theater zijn 58 gaten gevonden waar vroeger palen in stonden, waarmee een groot velarium over de tribune kon worden gespannen, om de toeschouwers te beschermen tegen de zon.
Het theater werd altijd onderhouden en gerestaureerd. In de 13e eeuw werd het podiumgebouw verbouwd tot een paleis voor de Seltsjoeken.
In de moderne tijd is het theater in oorspronkelijke staat hersteld. Het is een belangrijke toeristische attractie voor de regio. In de lente en de zomer worden er opera- en balletvoorstellingen gehouden.

## Bron
- Deels vertaald van de Duitstalige Wikipedia: de:Aspendos